# Celdoni i Ermenter
Ermenter (o Armenter o Emeteri, del llatí Emeterius o Hemeterius) i Celdoni (o Celoni, del llatí Celedonius), també coneguts com a Sants Màrtirs i morts cap al 300, van ser dos soldats romans, probablement germans. Morts com a màrtirs, són venerats conjuntament com a sants per l'Església catòlica.

## Vida
Prudenci els cita en als himnes I i VIII del seu Peristephanon, dient que havien mort a Calahorra, també pàtria del poeta, però no en relata el martiri.

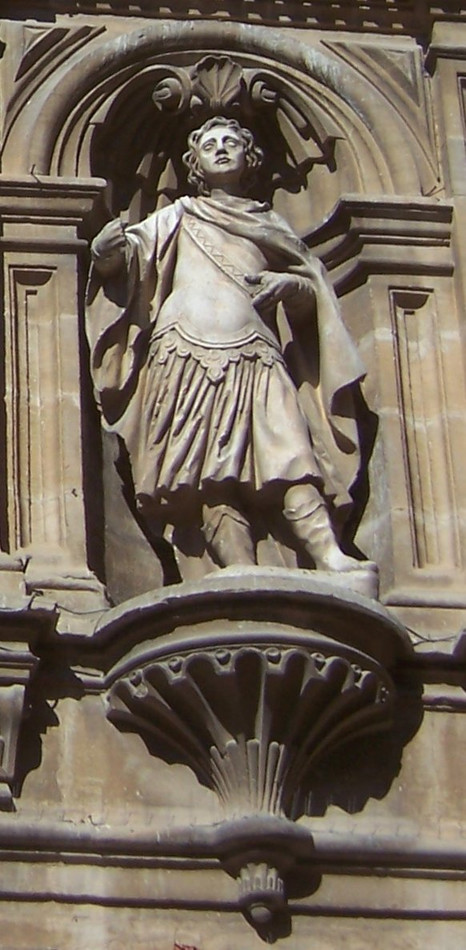
Sant Celdoni. escultura a la façana de la catedral de Santo Domingo de la Calzada, s. XVII-XVIII.

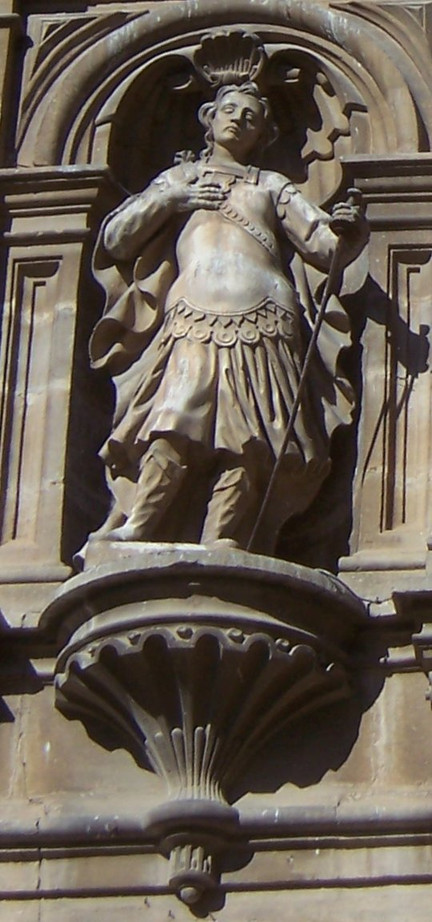
Sant Ermenter, a Santo Domingo de la Calzada.

La tradició més estesa és que eren legionaris a Calagurris (actual Calahorra, la Rioja), cap al final del segle iii o començament del IV. Una altra llegenda els fa, inversemblantment, nascut a Lleó i fills del centurió, també màrtir, Sant Marcel de Lleó. Probablement van morir durant la persecució de Dioclecià (303-304) o la de Valerià: van ésser detinguts i, en no voler renunciar a la fe cristiana, van ésser executats.
La llegenda diu que van ser torturats i empresonats durant molt de temps, tant que els van créixer llargs cabelleres; finalment, van ésser decapitats a la ribera del riu Cidacos a Calahorra, on després s'aixecà la catedral de la ciutat, que per aquesta raó està situada fora de les muralles.

## Llegendes
En morir, el mocador de Celedoni i l'anell d'Emeteri van pujar al cel, com a senyal del triomf dels màrtirs. Els caps tallats dels sants van arribar riu avall fins al lloc on avui hi ha Santander, surant en una nau de pedra. Uns monjos que hi vivien van guardar les relíquies i al voltant s'aixecà la ciutat, que pren el nom, Santander, de Portus Sancti Emeterii, deformat en Sant-Emter. Avui, les restes del cap són a la catedral de la ciutat.

## Veneració
Hi ha testimonis de pelegrinatges a la seva tomba a Calahorra ja al segle iv. Durant l'Alta Edat Mitjana, el seu culte es difon pel nord de la península Ibèrica, com també relíquies seves. A mesura que avançava la invasió musulmana, les reliquies van traslladar-se'n per protegir-les. A partir d'aquí, dues tradicions diferents marquen destinacions diferents de les relíquies. Podria ser que en els dos casos, es tractés de parts diferents dels cossos que arribessin per diferents camins a cada lloc.

### Relíquies a Santander i Calahorra
Una indica que els caps dels sants van ésser portats a Santander. Durant segles van estar amagades a l'església del Crist, fins que es van retrobar el 1531, quan es van fer els reliquiaris que avui es troben a la cripta de la catedral. Mentrestant, la Catedral de Calahorra guardava la resta dels cossos, també trobats més tards i avui venerats a l'altar major.

### Relíquies a Cardona
Una segona tradició, més documentada, diu que els cossos van ser traslladats al monestir de Leire, a Navarra, Des de l'any 986 hi ha constància documental que a Cellers (Torà), a la Segarra, tenen una església dedicada; no se sap del cert si llavors ja hi havia les relíquies, però podria ser que després de Leire, els cossos sants fossin portats a aquest poble segarrenc, més segur que Leire, i on va ser al monestir benedictí fins al final del segle xiv.
El 1399, però, la fama de remeieres que tenien les relíquies va fer que el comte Joan Ramon Folc I de Cardona, malalt, invoqués els sants per guarir-se'n i, un cop sa, en "agraïment" als sants, volgué honorar-los a l'església del seu poble de Cardona: per fer-ho, no va fer altra cosa que robar les relíquies de Cellers i portar-les a Cardona. Cellers era als territoris de la baronia de Pinós, la qual cosa inscriu el robatori en les lluites entre els dos nobles rivals. Alguns autors sostenen que les relíquies van ser venudes o cedides pels Pinós als de Cardona. En tot cas, el 19 d'octubre de 1399, un seguici va acompanyar el trasllat definitiu de les restes a l'altar major de l'església de Sant Miquel, a Cardona, i hi va prendre part el baró de Pinós. Avui, continuen essent venerades a Sant Miquel.
Els germans sants són patrons de Cardona, Calahorra i Santander.

## Iconografia
Un bon exemple de la seva iconografia es troba a la façana de l'església parroquial de Sant Celoni, realitzada l'any 1762 amb la tècnica de l'esgrafiat. Allà es veuen els dos sants vestits com a soldats romans portant una espasa i la palma que simbolitza la seva condició de màrtirs.
Son nombroses les representacions dels sants màrtirs a la catedral de Calahorra, erigida al lloc on suposadament van ser martiritzatsː bustos reliquier, retaule de la capella dels sants màrtirs, façana, etc.

## Sant Medir
A partir de la corrupció del nom Ermenter i d'altres tradicions locals de Sant Cugat del Vallès i Barcelona, es va crear una llegenda diferent que va donar origen a un sant fictici, també celebrat el 3 de març i conegut com a Medir de Barcelona.

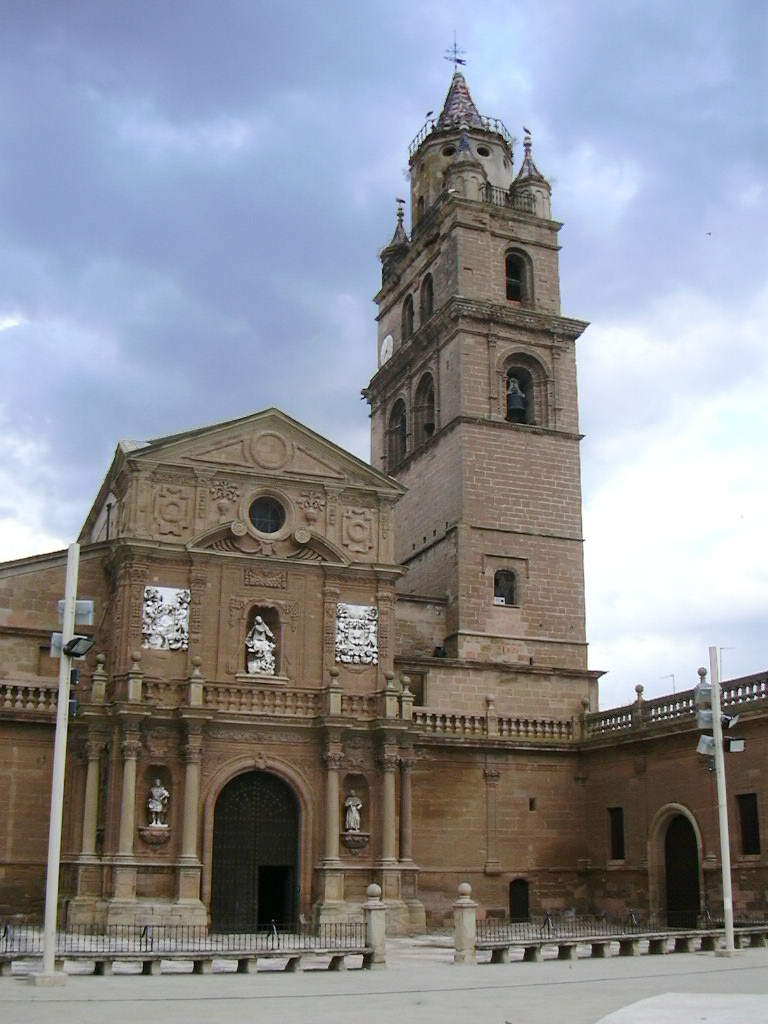
Catedral de Calahorra
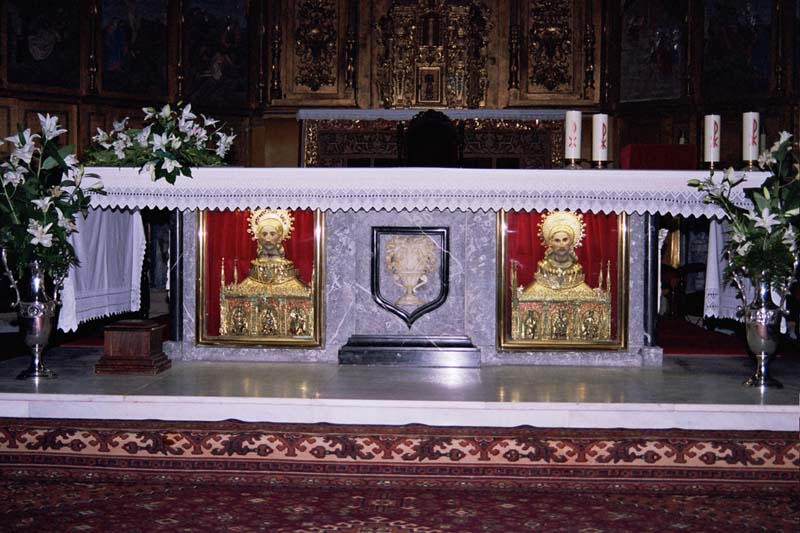
Altar major de la catedral de Calahorra, amb els reliquiaris dels sants
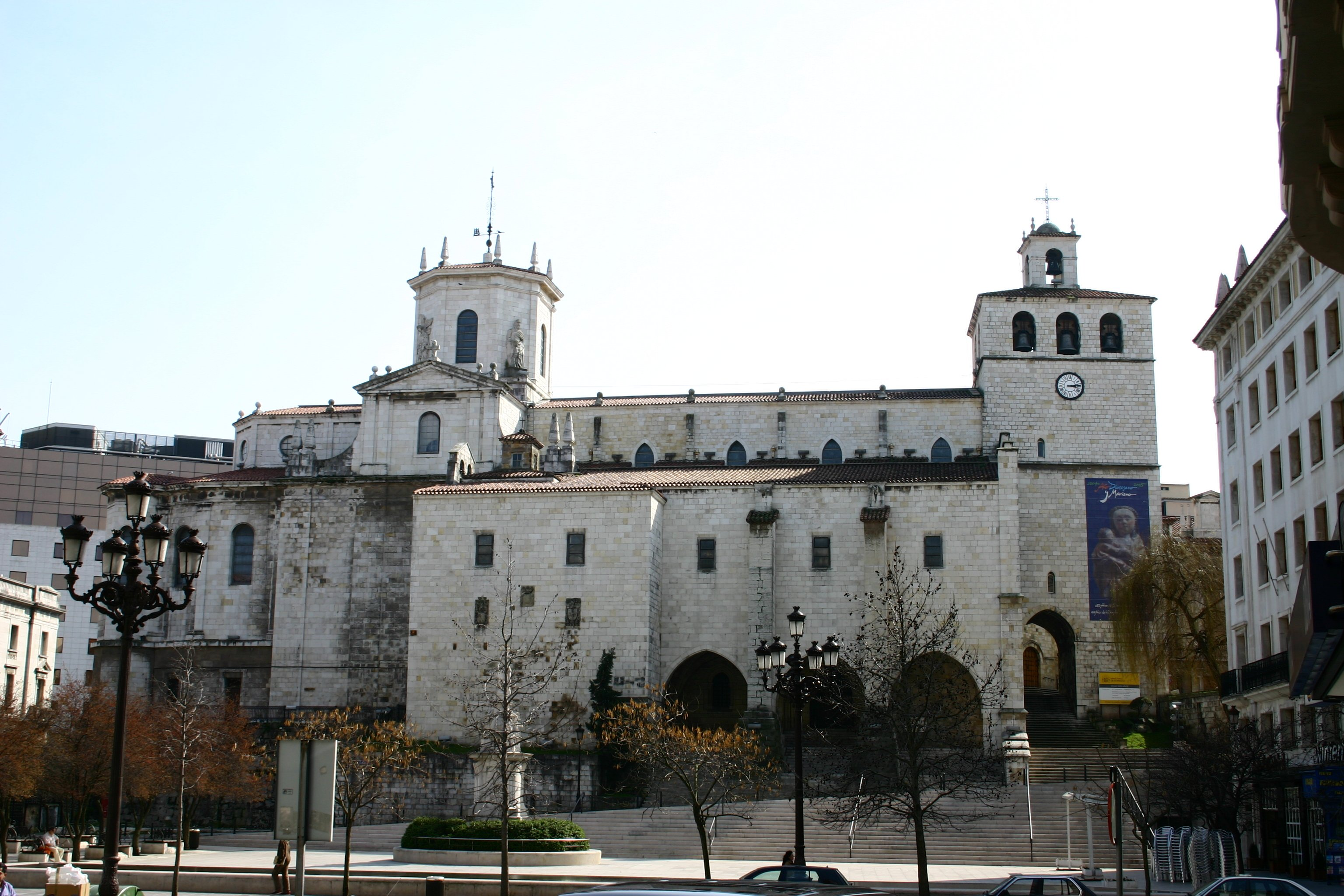
Catedral de Santander
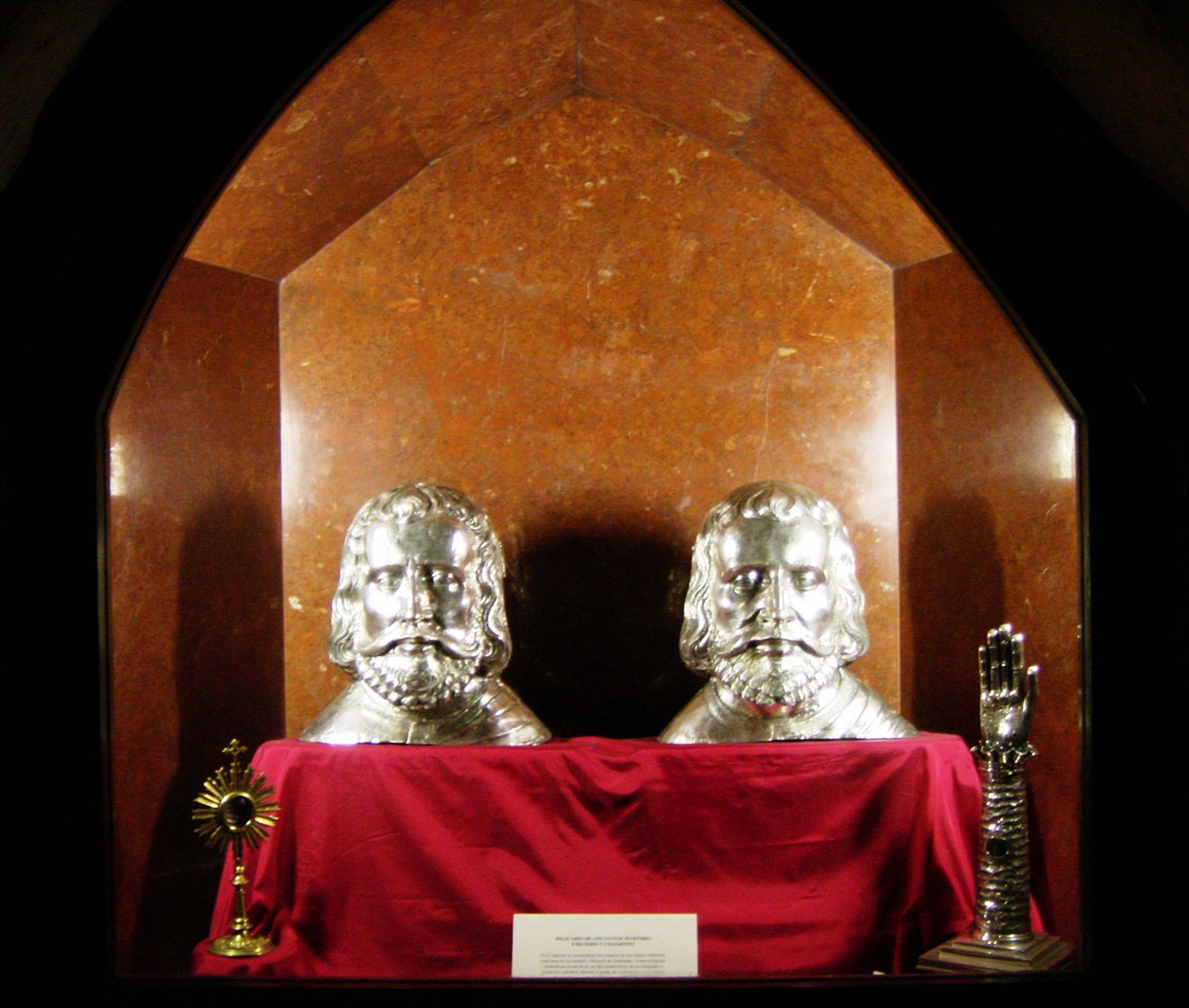
Reliquiaris a la catedral de Santander
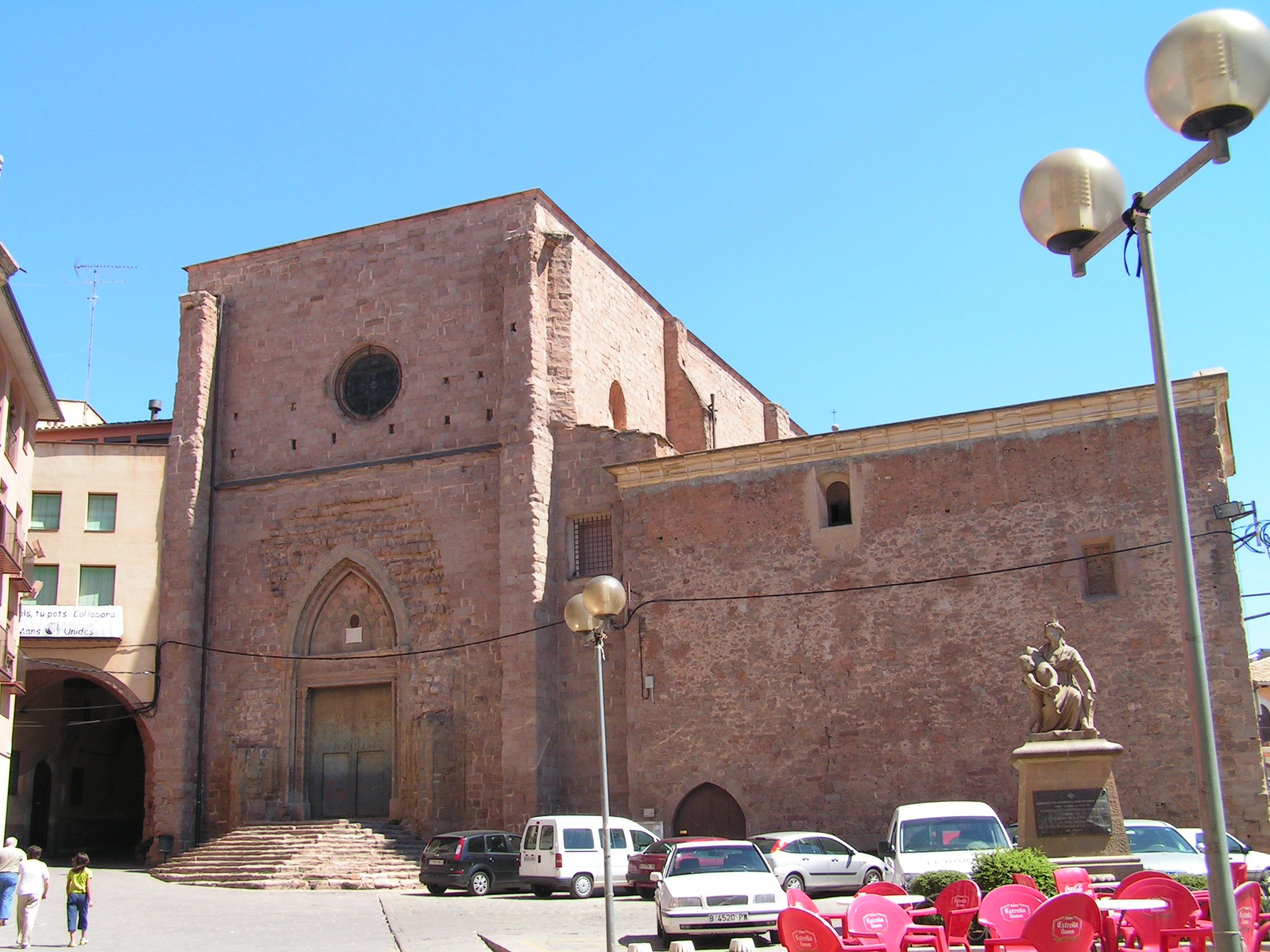
Sant Miquel de Cardona
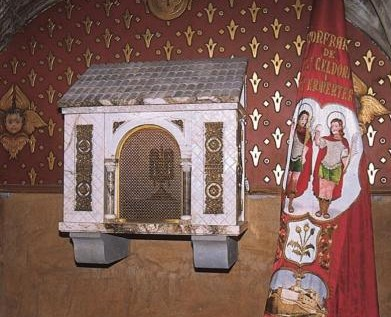
Reliquiari dels sants a Cardona